# Laemophloeus monilis
Laemophloeus monilis är en skalbaggsart som först beskrevs av Fabricius 1787.  Laemophloeus monilis ingår i släktet Laemophloeus, och familjen ritsplattbaggar. Enligt den svenska rödlistan är arten sårbar i Sverige. Arten förekommer i Götaland och Svealand. Artens livsmiljö är skogslandskap, jordbrukslandskap.